# Nils-Eric Ekblad
Nils-Eric Gustaf Ekblad, född 12 november 1904 i Lund, död 25 augusti 1978 i Portimão i Algarve, Portugal,  var en svensk diplomat och jurist.

## Biografi
Femton år gammal avlade Ekblad studentexamen 1920 och inskrevs sedan vid Lunds universitet. Han avlade filosofie kandidatexamen 1922, blev reservofficer 1924 och avlade juris kandidatexamen 1928 innan han samma år värvades av Utrikesdepartementet (UD) som attaché. Han tjänstgjorde i Chicago 1929, var tillförordnad andre legationssekreterare i Riga, Tallinn och Kaunas 1931, attaché i Bern 1934 samt vicekonsul i Omaha 1935. Ekblad var därefter vicekonsul och handelsattaché i Köpenhamn 1937, förste vicekonsul 1938 och förste legationssekreterare 1939. År 1939 fick han en kaptens grad och blev året efter avdelningschef vid Statens Informationsstyrelse. Han blev byråchef 1941, beskickningsråd och chargé d’affaires i Caracas 1943, Addis Abeba 1948–1950 innan han var tillbaka och tjänstgjorde vid UD 1950–1952. Ekblad blev konsul i Hamburg 1952 och generalkonsul där 1954–1960 innan han blev sändebud i Canberra 1960–1963, Dublin 1963–1967 samt Teheran 1967–1970 med sidoackreditering till Kabul.
Under pseudonymen Spectator utgav han och Gunnar Unger år 1943 ut broschyren Svenskarna och propagandan: har Gallup rätt?. Ekblad var även ordförande i Statens Informationsstyrelses reklamråd 1940–1943, dess filmråd 1942–1943, vice ordförande i Stockholms reklamförening 1942–1943 och styrelseledamot i Svenska reklamförbundet 1942–1943.
Nils-Eric Ekblad var son till rektorn Erik Ekblad och Gustava Jönsson. Han gifte sig 1931 med tandläkaren Märta Granström (1905–1976), dotter till grosshandlaren Carl Granström och Cecilia Frykblom. Han var far till Marie-Louise (född 1933) och Ulla-Mae (född 1937). Makarna Ekblad är begravda på Norra kyrkogården i Lund.

## Utmärkelser
Ekblads utmärkelser: 
- Kommendör av Nordstjärneorden (KNO)
- Riddare av 1. klass av Vasaorden (RVO1kl)
- Storofficer av Venezuelas Bolivarorden (StOffVenBolO)
- Kommendör av Danska Dannebrogsorden (KDDO)
- Kommendör av Lettiska Tre stjärnors orden (KLettSO)
- 3. klass av Estniska Vita Stjärnans orden (EVSO3kl)
- Riddare av 1. klass av Finlands Vita Ros’ orden (RFinlVROlkl)
- Officer av Litauiska Gediminas orden (OffLitGedO)
- Officer av Nederländska Oranien-Nassauorden (OffNedONO)
- Riddare av Norska Sankt Olavsorden (RNS:tOO1kl)
- Storkorset av Förbundsrepubliken Tysklands förtjänstorden (StkTyskRFO)
- Konung Christian X:s Frihetsmedalj (ChX:sFrM)
- Minnesmedalj med anledning av andra Lingiaden (1949) (LingM)
- Södra journalistförbundets förtjänsttecken i guld (Södra journ:förbftjtG)